# Опацька Софія Володимирівна
Опацька Софія Володимирівна (нар. 14 червня 1976, Львів) — проректорка зі стратегічного розвитку Українського католицького університету, декан-засновниця та Голова Наглядової ради Бізнес-школи УКУ . Член ради директорів Європейської федерації католицьких університетів (FUCE), Член Наглядової ради Promprylad.Renovation, викладачка організаційного розвитку, підприємництва та інновацій, лідерства та організаційної поведінки. Кандидат економічних наук (2002).

## Життєпис
Народилася 14 червня 1976 року у Львові.
1999 року здобула ступінь магістра за спеціальністю «Міжнародні економічні відносини» у Львівському національному університеті імені Івана Франка. У 2002 році захистила кандидатську дисертацію на тему «Розвиток бізнес-освіти в Україні в умовах трансформації економіки» в Інституті регіональних досліджень.
Пройшла програми підготовки керівних кадрів у Ross School of Business, University of Michigan (США), IEDC Bled School of Management (Словенія), China Europe International Business School (CEIBS), Hong Kong University of Science and Technology (HKUST). У 2017 провела навчальний семестр в Nanovic Institute for European Studies The University of Notre Dame (США). 
У 2022 році пройшла піврічну програму для українських дослідників від Aarhus Institute of Advanced Studies (AIAS) Університету Орхусу (Данія).
У 2001—2004 роках працювала керівником MBA-програми у Львівському інституті менеджменту. 
2004—2006 директор  програм МВА у Києво-могилянській бізнес-школі (kmbs). У 2006—2007 роках керувала корпоративним університетом ПАТ «Концерн Галнафтогаз». 
У 2008 році спів заснувала та очолила Бізнес-школу УКУ. З 2016 до 2021 - Проректорка за науково-педагогічної роботи УКУ, а з 2021 - проректорка зі стратегічного розвитку УКУ. З 2016 очолює Наглядову раду Бізнес-школи УКУ. 
З 2019 року член Ради директорів європейської федерації католицьких університетів (FUCE).
Член Наглядової ради Promprylad.Renovation – це інноваційний центр, який працює на перетині чотирьох напрямків розвитку регіону: нової економіки та урбаністики, сучасного мистецтва та освіти. 
Софія протягом багатьох років робить внесок у зміни в українській освітній системі, розвиток бізнес-освіти в Україні, добре розуміє виклики швидко зростаючих організацій, має досвід як у бізнес-секторі, так і в освітніх організаціях. Останні роки вона досліджує стійкість, управління кризами та лідерство в українських компаніях, особливо отримані уроки з воєнного періоду.

## Громадська діяльність
В студентські роки активна учасниця AIESEC в Україні. 
Засновниця та кураторка проекту Global Shapers у Львові. 
З 2012 до 2019 року - Член дорадчої ради Центру Емаус. 

## Наукова, редакторська та викладацька діяльність
Перекладачка книги Іцхака Адізеса «Ідеальний керівник. Чому ви не можете стати ним, і що робити з цього приводу» (Видавничий дім «Києво-Могилянська академія», 2006).
Співавторка кейсів:
- «Public Broadcasting in Ukraine: What Does it Take to Break Decades of Inertia and an Avalanche of Resistance?”. Автори: Софія Опацька, Андрій Рождественський, Ярина Ключковська, Ігор Розкладай). Опублікований у Stanford Center on Democracy, Development and the Rule of Law.

- «The Ministry of Defence of Ukraine: The Role of Character in Reform». Автори: Gerard Seijts, Ярина Бойчук, Людмила Крижановська, Софія Опацька, Андрій Рождественський). Case and teaching note published by Ivey Publishing, London, Ont. Case Product #9B17C042.

Редакторка збірки навчальний кейсів «Книги реформ».
Співавторка кейсів: «Суспільне мовлення в Україні: що потрібно, щоби пробитися крізь десятиліття байдужості й лавину опору» та «Міністерство оборони України: роль особистості у процесі реформ».
Викладає в Українському католицькому університеті, Бізнес-школі УКУ курси «Entrepreneurial Mindset», «Лідерство та організаційний розвиток», суспільно-орієнтований курс “International Business and Global Markets”.

## Визнання
Три роки поспіль (2016, 2017, 2018) входила до рейтингу «Топ-100 успішних жінок України»[5] за версією журналу «Новое время».
Переможниця CEEMAN Champion Awards – 2018 у сфері управління та розвитку інституції.

## Статті й інтерв'ю
- Катастрофи поки немає, але підприємці тримаються завдяки надзусиллям. Forbes Ukraine
- “‘See us’: an urgent call to collaborate with colleagues in crisis environments around the world”, Teaching in Higher Education. (Amy L. Kenworthy, Sophia Opatska, Myroslava Chekh, Valeria Kozlova, Andy Shestak, Olena Trevoho, Marta Tychenko Mariya Tytarenko).
- “After 25 years, I thought I’d seen most types of crises”, Aarhus University
- Running a University in a War Zone, Wharton Business Daily
- Sophia Opatska Speaks at the William Davidson Institute at the University of Michigan
- Negotiation Mastery with Linda Netch, Sophia Opatska, Natalia Oboznenko, UCU Business School
- Resilient Universities, Nanovic Institute for European Studies (Sophia Opatska, Yaryna Boychuk)
- Russia’s Invasion Through Ukrainian Eyes, Foreign Policy Research Institute
- Business crisis management in wartime: Insights from Ukraine, Journal of Contingencies and Crises Management 2023 (Sophia Opatska, Winni Johansen, Adam Gordon)
- Teaching During War in Ukraine: Service-Learning as a Tool for Facilitating Student Learning and Engagement During Times of Uncertainty and Crisis. Journal of Management Education. (Amy Kenworthy, Sophia Opatska.)
- Ukraine undaunted. EFMD Global Focus Magazine.
- After the War: Between Happy End and Hard Work. iPerspectives issue 3 is on the topic of Crisis.
- Ukrainian independence and resilience in the shadow of war. Crossing the Square. University of Notre Dame.
- Food and Agricultural Crisis in Ukraine. PaxLumina, September 2022 Global Food Crises and Food Justice.
- Resilience As Solidarity: Running A University In Time Of War. FUCE Newsletter No 6.Autumn 2022 (Opatska S., Turchynovsky V.)
- Voices from Ukraine. William Davidson Institute at the University of Michigan
- Як залучати міжнародну освітню спільноту до розв’язання українських викликів? ZAXID.NET
- 69% компаній мали план дій, якщо почнеться війна. Що саме допомогло бізнесу вижити. Журнал Forbes Ukraine. (Опацька С., Бойчук Я.)
- П’ять найчастіших запитань іноземців про війну в Україні. NV.
- Що кожен з нас може зробити для перемоги? NV.
- Чого хочуть підлітки? Українська правда.Життя. (Опацька С., Турчиновська А-Ю.)
- Освіта змінюється. Що чекає на студентів та викладачів. NV.
- Як компанії не проґавити міграцію капіталу з галузі та врятувати бізнес від краху. Журнал Forbes Ukraine.
- Як коронавірус змінив освіту і чого ми навчилися за рік? NV.
- Навчатися серед кращих. Як вибрати університет? NV.
- Навіщо мені освіта? ZAXID.NET
- День матері на карантині. NV.
- Бізнес на карантині: стисніться і будьте готовим вистрілити. Економічна правда.
- [https://life.pravda.com.ua/columns/2020/04/16/240624/ Виживе гнучкіший: антикризовий план для університетів. Українська правда.Життя.
- Чи зможуть університети в Україні навчати онлайн? NV.
- Як розвинути в собі лідера. NV.
- Як стати щасливим? NV.
- Ціна помилки: чи потрібна вам бізнес-освіта? Економічна правда.
- Лайфхаки від Андрея Шептицького. NV.
- Нове покоління держслужбовців.Українська правда.Життя.
- What Leadership Lessons Can Business Learn from Ukraine's War?
- Understanding the Outrage in Ukraine.
- Ukraine's ‘Revolution of Dignity’ for People and Business.
- Public Broadcasting in Ukraine: What Does it Take to Break Decades of Inertia and an Avalanche of Resistance? (Yaryna Klyuchkovska, Sophia Opatska, Andrew Rozhdestvenskyy and Igor Rozkladay)
- Щоб бути лідером, потрібні три якості. NV
- The Ukrainians — Софія Опацька
- WoMo-портрет: Софія Опацька
- Грошей у світі надлишок, бракує ідей. Радіо «Сковорода»
- Дві життєво важливі якості, що приносить жінка у сімейний бізнес — Delo.ua